# Slaget vid Oposjnja
Slaget vid Oposjnja var ett fältslag som ägde rum den 8 februari 1709 nära byn Oposjnja i Lillryssland i det Stora nordiska kriget. Efter den kostsamma stormningen av Veprik inledde de svenska trupperna under Karl XII den så kallade "februarioffensiven" mot den ryska armén i området. Avsikten med denna offensiv visste inte ryssarna; de fick senare sprida ut sina huvudstyrkor för att täcka potentiella anfallshåll. En av dessa styrkor var Aleksandr Mensjikovs trupper som låg placerade i Oposjnja vid floden Vorskla, i syfte att blockera svenskarna från att korsa floden. Karls avsikt var att anfalla Mensjikov och hans 6 000 ryttare på ett överraskande vis för att tvinga bort dem från platsen. För denna uppgift ledde han 2 000 ryttare och lyckades ta ryssarna helt på sängen medan dessa åt middag. Karl och hans soldater gjorde en omedelbar stormning och jagade bort de ryska trupperna från byn, följt av en lång förföljelse. I den här aktionen förlorade ryssarna mer än 450 man, medan svenskarna förlorade 19 man. Svenskarna kunde därmed korsa floden, och offensiven fortsatte vidare till Krasnokutsk där man tvingade ytterligare en rysk armé på flykt.